# آنتونی هیوز (بازیکن فوتبال)
آنتونی هیوز (انگلیسی: Anthony Hughes؛ زادهٔ ۳ اکتبر ۱۹۷۳) بازیکن فوتبال اهل بریتانیا است.
از باشگاه‌هایی که در آن بازی کرده‌است می‌توان به باشگاه فوتبال وینسفورد یونایتد، باشگاه فوتبال کرو آلکساندرا، و باشگاه فوتبال مورکم اشاره کرد.
وی همچنین در تیم ملی فوتبال زیر ۲۰ سال انگلستان بازی کرده‌است.